# Kolabahn
| Streckenlänge: | ca. 300 km               |                                              |                                              |
| Spurweite: | 1520 mm (Russische Spur) |                                              |                                              |
| |                          |                                              |                                              |
| \| \| \| Murmanbahn von Petrosawodsk/Sankt Petersburg \| \| \| \| 0 \| Apatity \| Apatity \| \| \| \| nach Murmansk \| \| \| \| 13 \| Titan \| Titan \| \| \| \| \| \| \| \| \| Kirowsk \| \| \| \| \| \| \| \| \| \| Koaschwa \| \| \| \| \| Umba \| \| \| \| \| Oktjabrski \| \| \| \| \| \| \| \| \| \| Rewda \| \| \| \| \| \| \| \| \| \| Strecke geplant \| \| \| \| \| Keiwy \| \| \| \| \| \| \| \| \| \| Ostrownoi \| \| \| \| \| Ponoi \| \| |                          |                                              |                                              |
| Strecke |                          | Murmanbahn von Petrosawodsk/Sankt Petersburg | Murmanbahn von Petrosawodsk/Sankt Petersburg |
| Bahnhof | 0                        | Apatity                                      | Apatity                                      |
| Abzweig geradeaus und nach links |                          | nach Murmansk                                | nach Murmansk                                |
| Dienststation / Betriebs- oder Güterbahnhof | 13                       | Titan                                        | Titan                                        |
| Abzweig ehemals geradeaus und nach links · Strecke von rechts |                          |                                              |                                              |
| Strecke (außer Betrieb) · Betriebs-/Güterbahnhof Streckenende |                          | Kirowsk                                      | Kirowsk                                      |
| Abzweig geradeaus und nach links (Strecke außer Betrieb) · Strecke von rechts (außer Betrieb) |                          |                                              |                                              |
| Strecke (außer Betrieb) · Betriebs-/Güterbahnhof Streckenende (Strecke außer Betrieb) |                          | Koaschwa                                     | Koaschwa                                     |
| Brücke über Wasserlauf (Strecke außer Betrieb) |                          | Umba                                         | Umba                                         |
| Dienststation / Betriebs- oder Güterbahnhof (Strecke außer Betrieb) |                          | Oktjabrski                                   | Oktjabrski                                   |
| Abzweig geradeaus und nach links (Strecke außer Betrieb) · Strecke von rechts (außer Betrieb) |                          |                                              |                                              |
| Betriebs-/Güterbahnhof Streckenende (Strecke außer Betrieb) |                          | Rewda                                        | Rewda                                        |
| |                          |                                              |                                              |
| Strecke (außer Betrieb) |                          | Strecke geplant                              | Strecke geplant                              |
| Bahnhof (Strecke außer Betrieb) |                          | Keiwy                                        | Keiwy                                        |
| Abzweig geradeaus und nach links (Strecke außer Betrieb) · Strecke von rechts (außer Betrieb) |                          |                                              |                                              |
| Strecke (außer Betrieb) · Kopfbahnhof Streckenende (Strecke außer Betrieb) |                          | Ostrownoi                                    | Ostrownoi                                    |
| Kopfbahnhof Streckenende (Strecke außer Betrieb) |                          | Ponoi                                        | Ponoi                                        |

Die Kolabahn (russisch Кольская железная дорога / Kolskaja schelesnaja doroga) ist ein unvollendetes sowjetisches Eisenbahnprojekt in der Oblast Murmansk in Russland.

## Geschichte
Die Kolabahn sollte zwei an der Ostküste der Halbinsel Kola geplante sowjetische Flottenbasen mit dem Schienennetz der Sowjetischen Eisenbahnen verbinden. Der geplante Streckenverlauf führte von Apatity über Keiwy nach Ponoi und hätte eine Länge von etwa 300 km gehabt. Ferner war ein Abzweig nach Ostrownoi geplant.
Der Bau wurde größtenteils von Häftlingen des sowjetischen Gulag ausgeführt. Dazu wurde Ende 1951 westlich von Apatity (bei Titan) ein Straflager errichtet, in dem bis zu 4900 Häftlinge einsaßen, die später auf sieben weitere Lager entlang der Trasse verteilt wurden. Gut ein Jahr nach Baubeginn waren 110 km Schienen verlegt und weitere 10 km Trasse fertiggestellt. Nach dem Tod Stalins 1953 wurden die Bauarbeiten eingestellt und das Projekt verworfen. Auf einem großen bereits fertiggestellten Streckenabschnitt wurden die Gleise wieder demontiert.

## Betrieb
In Betrieb befindet sich heute nur noch ein kurzer Abschnitt von Apatity bis nach Titan  oder zum Abzweig nach Kirowsk. Die Stichbahn nach Kirowsk wird heute von dem dort ansässigen Bergbauunternehmen betrieben. Die Strecke von Titan nach Rewda, die zuvor ebenfalls von einem Bergbauunternehmen als Werksbahn genutzt wurde, ist seit 2007 wegen Insolvenz des Unternehmens stillgelegt.